# Trésor Salakiaku
Trésor Salakiaku Matondo (Kinshasa, 26 gennaio 1986) è un ex calciatore congolese (Repubblica Democratica del Congo), di ruolo centrocampista.